# Ryan Sanusi
Ryan Sanusi (Borgerhout, 5 januari 1992) is een Belgisch voetballer die doorgaans als verdedigende middenvelder speelt. Hij komt sinds het seizoen 2019/20 uit voor Beerschot VA.

## Carrière
Sanusi speelde eerder in de jeugd van Germinal Beerschot. Hij maakte in het seizoen 2011/12 in het shirt van Willem II zijn debuut in het betaald voetbal, in een uitwedstrijd tegen AGOVV Apeldoorn. Op 14 december 2011 tekende Sanusi zijn eerste professionele contract, tot medio 2015. Hij ging in het seizoen 2013/14 op proef bij Queens Park Rangers, maar dat leverde geen contract op. Hij speelde anderhalf seizoen op huurbasis bij FC Oss. Op 28 mei 2015 tekende hij een contract voor twee seizoenen bij Sparta Rotterdam. Hij won in het seizoen 2015/16 met Sparta Rotterdam de titel in Jupiler League, waardoor de club uit Rotterdam-West na zes jaar terugkeerde in de Eredivisie. In het seizoen 2017/18 degradeerde hij weer met Sparta. Hij verruilde  vervolgens Sparta Rotterdam in juli 2018 voor de Franse tweedeklasser Grenoble Foot 38.
In de zomer van 2019 tekende Sanusi een contract bij Beerschot VA, hij keerde zo terug naar de club waar het voor hem allemaal begon. In zijn eerste seizoen werd meteen kampioen gespeeld in Eerste klasse B waardoor de club opnieuw promoveerde naar het hoogste niveau van het Belgisch voetbal

## Clubstatistieken
| Seizoen                      | Club             | Competitie      | Competitie | Competitie | Beker | Beker | Internationaal | Internationaal | Overig | Overig | Totaal | Totaal |
| Seizoen                      | Club             | Competitie      | Wed.       | Dlp.       | Wed.  | Dlp.  | Wed.           | Dlp.           | Wed.   | Dlp.   | Wed.   | Dlp.   |
| ---------------------------- | ---------------- | --------------- | ---------- | ---------- | ----- | ----- | -------------- | -------------- | ------ | ------ | ------ | ------ |
| 2011/12                      | Willem II        | Eerste divisie  | 13         | 1          | 0     | 0     | 0              | 0              | 0      | 0      | 13     | 1      |
| 2012/13                      | Willem II        | Eredivisie      | 2          | 0          | 0     | 0     | 0              | 0              | 0      | 0      | 2      | 0      |
| 2013/14                      | Willem II        | Eerste divisie  | 0          | 0          | 0     | 0     | 0              | 0              | 0      | 0      | 0      | 0      |
| 2013/14                      | → FC Oss         | Eerste divisie  | 11         | 2          | 0     | 0     | 0              | 0              | 0      | 0      | 11     | 2      |
| 2014/15                      | Willem II        | Eredivisie      | 0          | 0          | 0     | 0     | 0              | 0              | 0      | 0      | 0      | 0      |
| 2014/15                      | → FC Oss         | Eerste divisie  | 21         | 4          | 0     | 0     | 0              | 0              | 2      | 0      | 23     | 4      |
| 2015/16                      | Sparta Rotterdam | Eerste divisie  | 35         | 6          | 2     | 0     | 0              | 0              | 0      | 0      | 37     | 6      |
| 2016/17                      | Sparta Rotterdam | Eredivisie      | 21         | 1          | 2     | 0     | 0              | 0              | 0      | 0      | 23     | 1      |
| 2017/18                      | Sparta Rotterdam | Eredivisie      | 33         | 1          | 0     | 0     | 0              | 0              | 4      | 0      | 37     | 1      |
| 2018/19                      | Grenoble Foot 38 | Ligue 2         | 26         | 1          | 2     | 0     | 0              | 0              | 0      | 0      | 28     | 1      |
| 2019/20                      | Beerschot VA     | Eerste klasse B | 15         | 0          | 2     | 0     | 0              | 0              | 0      | 0      | 17     | 0      |
| 2020/21                      | Beerschot VA     | Eerste klasse A | 32         | 1          | 1     | 0     | 0              | 0              | 0      | 0      | 16     | 1      |
| Carrière totaal              | Carrière totaal  | Carrière totaal | 209        | 17         | 9     | 0     | 0              | 0              | 6      | 0      | 224    | 17     |
| Bijgewerkt tot 14 juli 2021. |                  |                 |            |            |       |       |                |                |        |        |        |        |

## Erelijst
| Competitie       |                  |                  |                  |                  |
| Competitie       | Aantal           | Jaren            |                  |                  |
| Sparta Rotterdam | Sparta Rotterdam | Sparta Rotterdam | Sparta Rotterdam | Sparta Rotterdam |
| ---------------- | ---------------- | ---------------- | ---------------- | ---------------- |
| Eerste divisie   | 1x               | 2015/16          |                  |                  |
| Beerschot VA     |                  |                  |                  |                  |
| Eerste Klasse B  | 2x               | 2019/20, 2023/24 |                  |                  |